# Condado de Prescott e Russell
O Condado de Prescott and Russell é uma subdivisão administrativa da província canadense de Ontário. A sede de condado é L'Orignal. Prescott e Russell possui uma área de 2 001 de km², uma população de 76 446 habitantes e uma densidade demográfica de 38 hab/km². A população do condado é primariamente francófona.